# Бурбони
Бурбони (фр. Bourbon, шп. Borbón) је име старе француске племићке породице, која је име добила по замку Бурбон у области Бурбоне (Castrum Borboniense), и једна од најзначајнијих владарских породица Европе. Данашњи Бурбони су далеки сродници династије Капет, краљевске куће Француске.
Ова династија је вековима производила нове огранке, који су владали широм Европе: Француска, Шпанија, Сицилија и, краткотрајно, Кастиља. Данас је на престолу само шпанска грана са краљем Фелипеом VI од Шпаније. У сродству са Бурбонима је и велики војвода Луксембурга Анри Луксембуршки, мада се он најчешће сврстава у династију Насау.

## Историја
Робер, војвода од Клермона, и шести син краља Луја IX, 1268. оженио се са Беатрикс Бурбон 1272. године, наследницом линије Бурбона. Њихов син Луј постао је војвода Бурбонски 1327. Ова прва линија Бурбона се угасила 1527.
Грана Бурбон-Вендом је 1555. постала владајућа у краљевини Навари на северу Пиринеја. Члан ове фамилије, Анри III Наварски, постао је Анри IV, краљ Француске, ступањем на престо 1589.
Шпанску грану фамилије Бурбон основао је Филип V у 18. веку. Родио се 1683. у Версају, као унук Луја XIV. Добио је титулу Војвода Анжујски. Међутим, краљ Карлос II од Шпаније, који није имао деце, усвојио је Филипа као свог наследника, јер су били даљи рођаци. Ово је касније био повод за избијање Рата за шпанско наслеђе, 1701. Уговором из Утрехта из 1713, Филип је признат за краља Шпаније.
Касније је Филип, на наговор своје друге жене Елизабете Фарнезе, предузео неколико пута војне интервенције у Италији (1717—1748), које су неке чланове породице Бурбона довеле на престо у Парми и Краљевини двеју Сицилија.Бурбони у Француској су владали без прекида до 22. септембра 1792. када су краљ Луј XVI и краљица Марија Антоанета били приморани да абдицирају од стране Народне скупштине. Овај догађај је био последица велике буржоаске Француске револуције која је почела 14. јула 1789. године. Рестаурација Бурбона у Француској почеће 1814. године после протеривања Наполеона I на Елбу.
Данас се кућа Бурбона сматра најстаријом краљевском династијом Европе која и данас постоји у директној мушкој линији. Иако су најстарија краљевска лоза немају власт у својој родној Француској.

## Земље у којима су владали и владају
- Краљевина Навара (1555—1789)
- Краљевина Француска (1589—1792; 1814 — 1815; 1815—1848)
- Краљевина Шпанија (1700—1808; 1814—1868; 1874 — 1931; 1975 — )
- Напуљско краљевство (1734—1806, 1815—1816)
- Краљевство Сицилија (1734 — 1816)
- Краљевство Две Сицилије (1816—1861)
- Војводство Парма (1748—1802, 1847 — 1859)

## Галерија
- Грб Бурбона из 1287.
- Грб Француске и Наваре
- Грб краља Шпаније
- Грб војвода Орлеана
- Застава војводства Парме
- Грб Краљевине двеју Сицилија